# Avicii – I'm Tim
Avicii – I'm Tim är en svensk dokumentärfilm från 2024 om Aviciis liv. Filmen är regisserad av Henrik Burman och producerad av Björn Tjärnberg. Den innehåller intervjuer med bland andra Chris Martin, Nile Rodgers och David Guetta.
Filmen premiärvisades på Tribeca Film Festival i New York den 9 juni 2024, tävlade i kategorin bästa internationella dokumentärfilm under Stockholms Filmfestival den 6 november 2024 och hade global premiär på Netflix den 31 december 2024.
Filmen vann Guldbaggen i kategorin bästa klippning den 13 januari 2025.

## Medverkande (i urval)
- Tim "Avicii" Bergling
- Chris Martin
- Nile Rodgers
- Arash "Ash" Pournouri
- David Guetta
- Aloe Blacc